# Anthrenus festivus
Anthrenus festivus é uma espécie de insetos coleópteros polífagos pertencente à família Dermestidae.
A autoridade científica da espécie é Erichson, tendo sido descrita no ano de 1846.
Trata-se de uma espécie presente no território português.